# Flatbush Zombies
Flatbush Zombies (ponekad stilizirano kao Flatbush ZOMBiES) je američka hip hop grupa koja je osnovana 2012. godine u Flatbushu, Brooklynu. Grupu su osnovali reperi Meech Darko i Zombie Juice, te glazbeni producent Erick Arc Elliott. Grupa je glazbenu karijeru započela u siječnju 2012. godine kada je objavila prvu pjesmu "Thug Waffle". Prvi miksani album D.R.U.G.S. objavili su srpnju iste godine.

## Diskografija
- D.R.U.G.S. (2012.)

## Vanjske poveznice
- Službena stranica